# Teugelstekelstaartkangoeroe
De teugelstekelstaartkangoeroe (Onychogalea frenata) is een zoogdier uit de familie van de kangoeroes (Macropodidae). De wetenschappelijke naam van de soort werd voor het eerst geldig gepubliceerd door John Gould in 1840.

## Uiterlijke kenmerken
De geelgrijze kleur van de bovenkant van het lichaam gaat via de gelige flanken over in de witte onderkant. Van het oor tot de armen loopt een witte streep ("teugel"). Ook over de wang loopt een donkere streep. De vrij korte, lichtgrijze, taps toelopende staart heeft een donkerbruine punt. De grote, puntige oren zijn van binnen wit en van buiten grijs. De kop-romplengte bedraagt 450 tot 700 mm, de staartlengte 380 tot 540 mm en het gewicht 4000 tot 8000 g. Staand is deze kangoeroe tot 650 mm hoog.

## Voorkomen
De soort komt voor in open bos en struikgebieden in Taunton Scientific Reserve en het nationale park Idalia in Midden-Queensland. Verder naar het zuiden, tot Lake Hindmarsh in het noordwesten van Victoria, is deze soort nu uitgestorven. De populatie in Idalia is het resultaat van een recente herintroductie. Deze soort is deels overdag actief en voornamelijk solitair. Hij eet gras en andere planten.